# Archiv für die Musik Afrikas
Das Archiv für die Musik Afrikas (AMA) wurde 1991 durch das Institut für Ethnologie und Afrikastudien der Johannes Gutenberg-Universität Mainz eingerichtet.

## Geschichte
Mit dem Ankauf von 500 Schellackplatten aus Ghana wurde das Archiv Anfang der 1990er-Jahre gegründet. 1991 bis 2008 wurde es von Wolfgang Bender geleitet. Seit dem Weggang des Archivgründers im Jahr 2008 war Matthias Krings als kommissarischer Leiter für das Musikarchiv bis 2010 zuständig. Seit 2010 ist der Ethnologie-Dozent Hauke Dorsch Leiter des Archivs.

## Bestand
Das AMA beinhaltet eine in Deutschland einzigartige Sammlung moderner afrikanischer Musik auf Tonträgern unterschiedlicher Formate (Schellack- und Vinylschallplatten, Audio- und Videokassetten, CDs und DVDs). Der derzeitige Bestand des Archivs liegt bei ca. 10.000 Tonträgern, die zum Teil bis in die 1920er Jahre zurückreichen. Regionale Schwerpunkte bilden Äthiopien, Ghana, Kamerun, Kongo, Kenia, Nigeria und Tansania.
Darüber hinaus befinden sich Bestände aus nahezu allen Ländern Afrikas südlich der Sahara in der Sammlung, die durch regelmäßige Zukäufe weiterhin im Aufbau befindlich ist. Zuletzt wurde die Sammlung im Bereich madagassischer Musiken erweitert. Mehrere tausend Zeitungsausschnitte werden in der nach Ländern, Musikstilen und Musikern sortierten Ausschnittsammlung aufbewahrt. Die Artikel, Berichte, Interviews, Schallplattenbesprechungen etc. bieten einen großen Fundus an Hintergrundmaterial.
Die ältesten Tonträger im Archiv sind Schellackplatten aus Ghana, Kenia und Tansania. Einige stammen aus den 1940er Jahren. Auch Vinylplatten aus Kamerun, Guinea, Zentral- und Südafrika werden gesammelt. Auf den Musikkassetten finden sich u. a. äthiopische Interpreten, wie Aster Aweke.
Seit 2018 ist die Sammlung des Frobenius-Instituts für kulturanthropologische Forschung aus Frankfurt am Main Bestandteil des Archiv. Die Sammlung besteht aus 481 Tonträgern, darunter Aufnahmen wie die afrikanisch-amerikanische Koproduktion des aus Mali stammenden Sängers Ali Farka Touré und Ry Cooder an der Gitarre.

## Fotoansichten aus dem Archiv

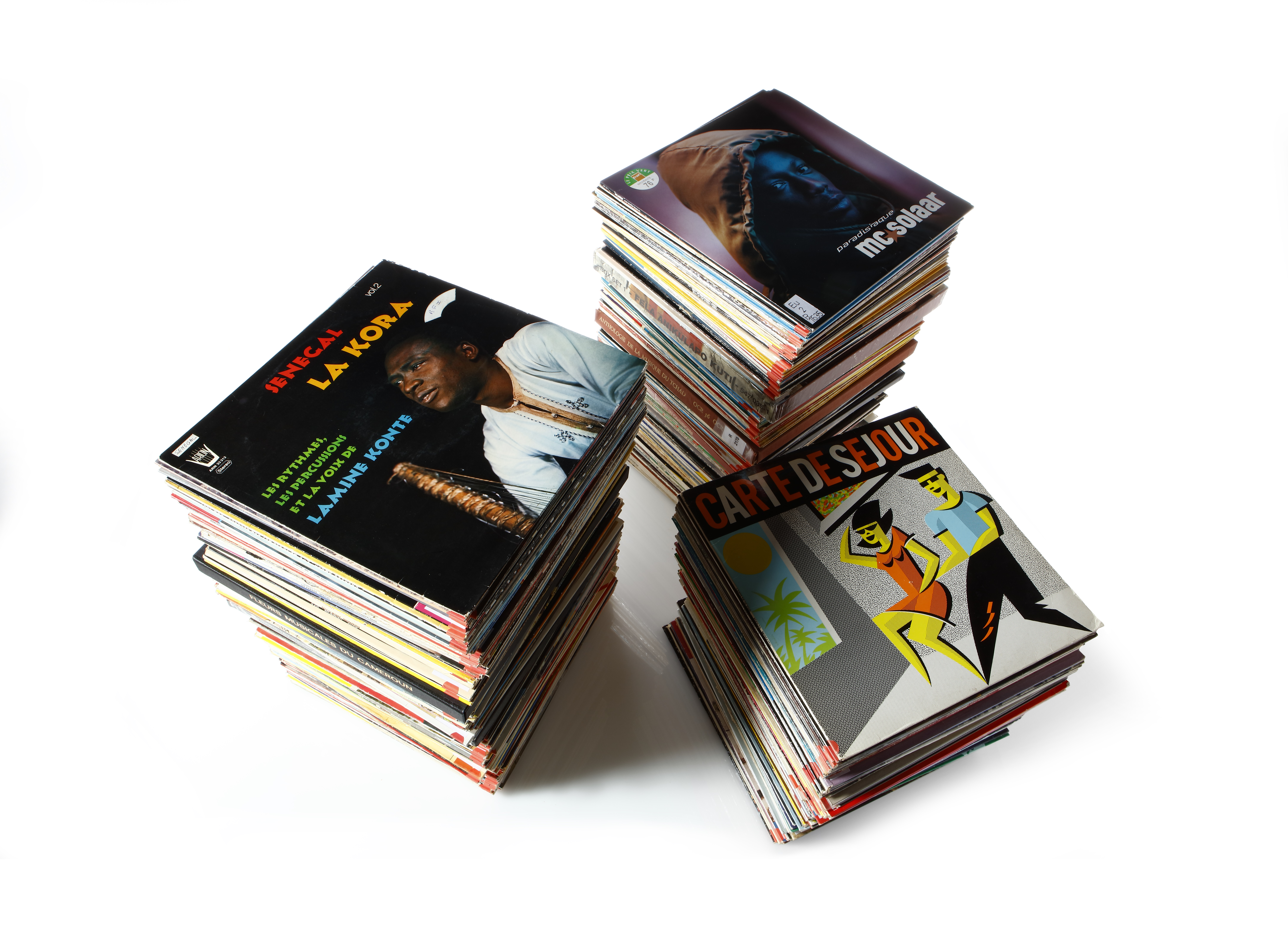
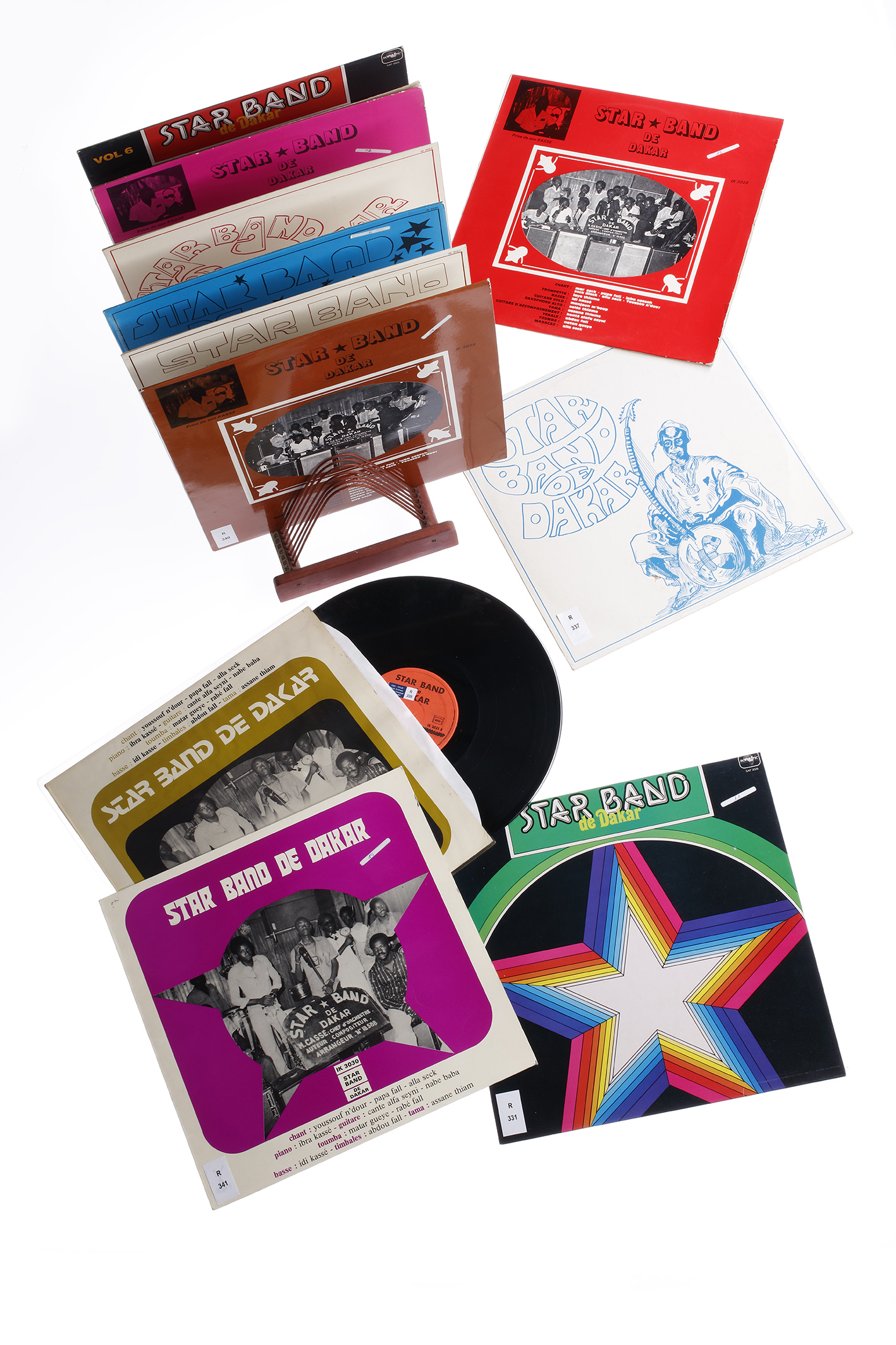
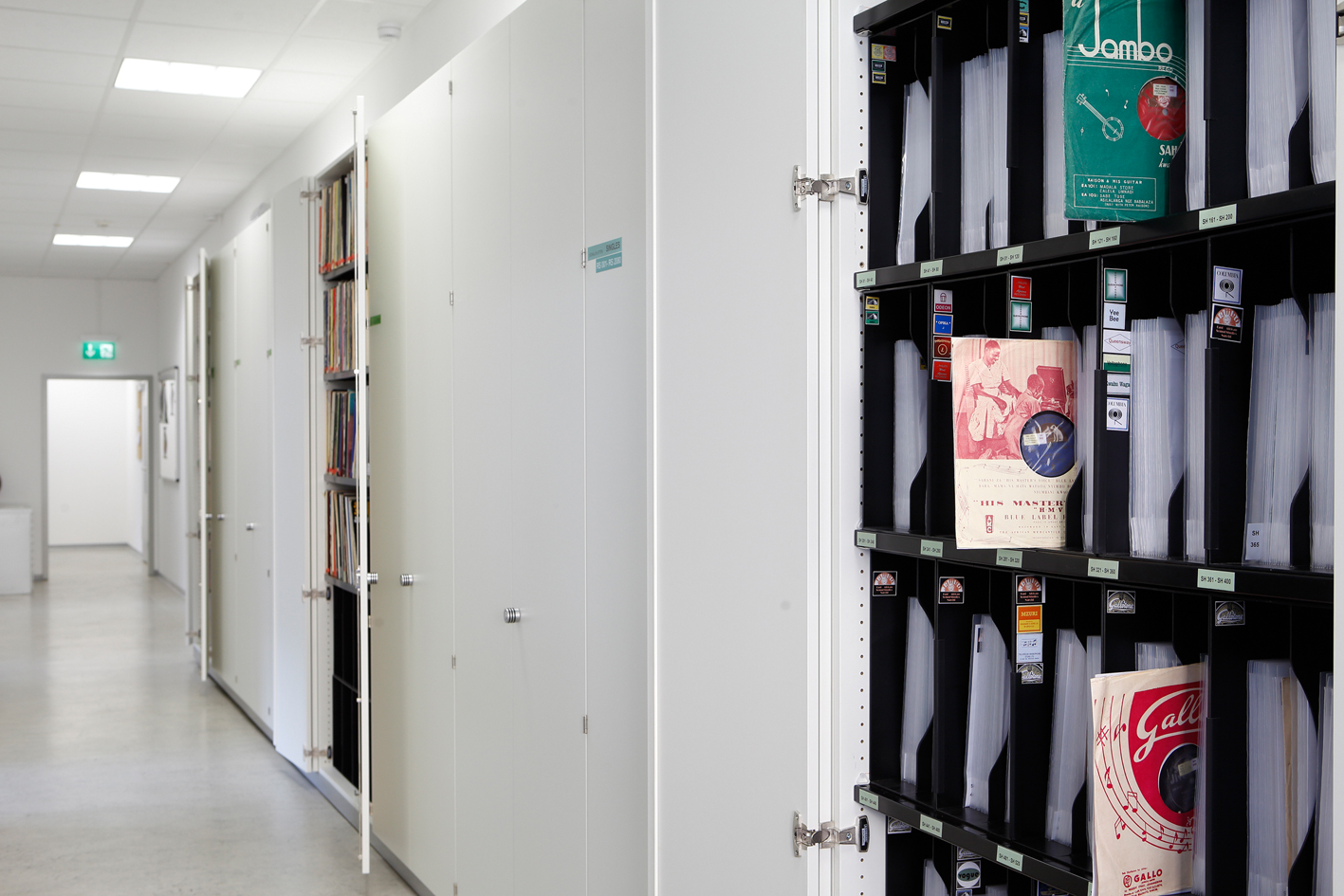
Archivschränke
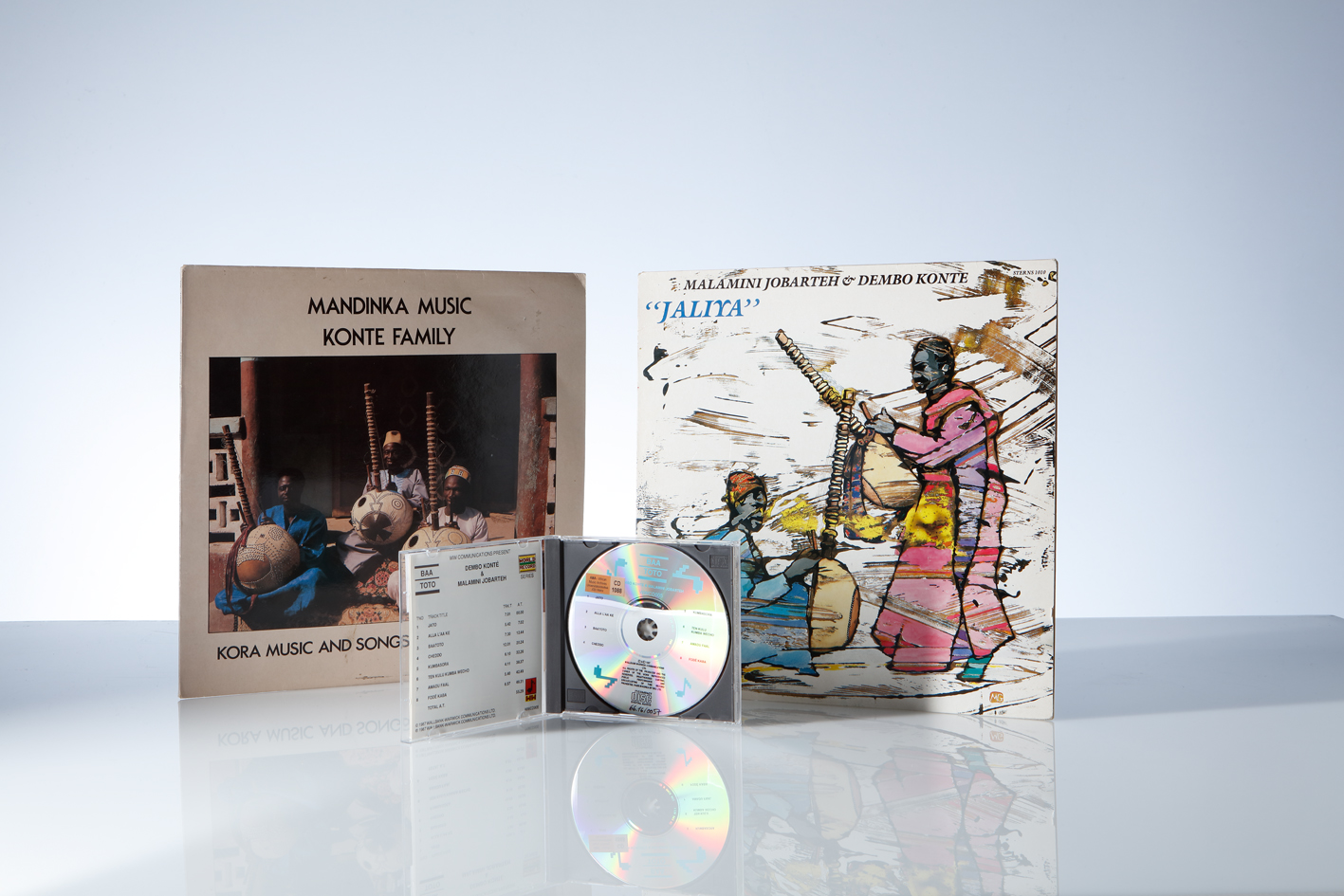
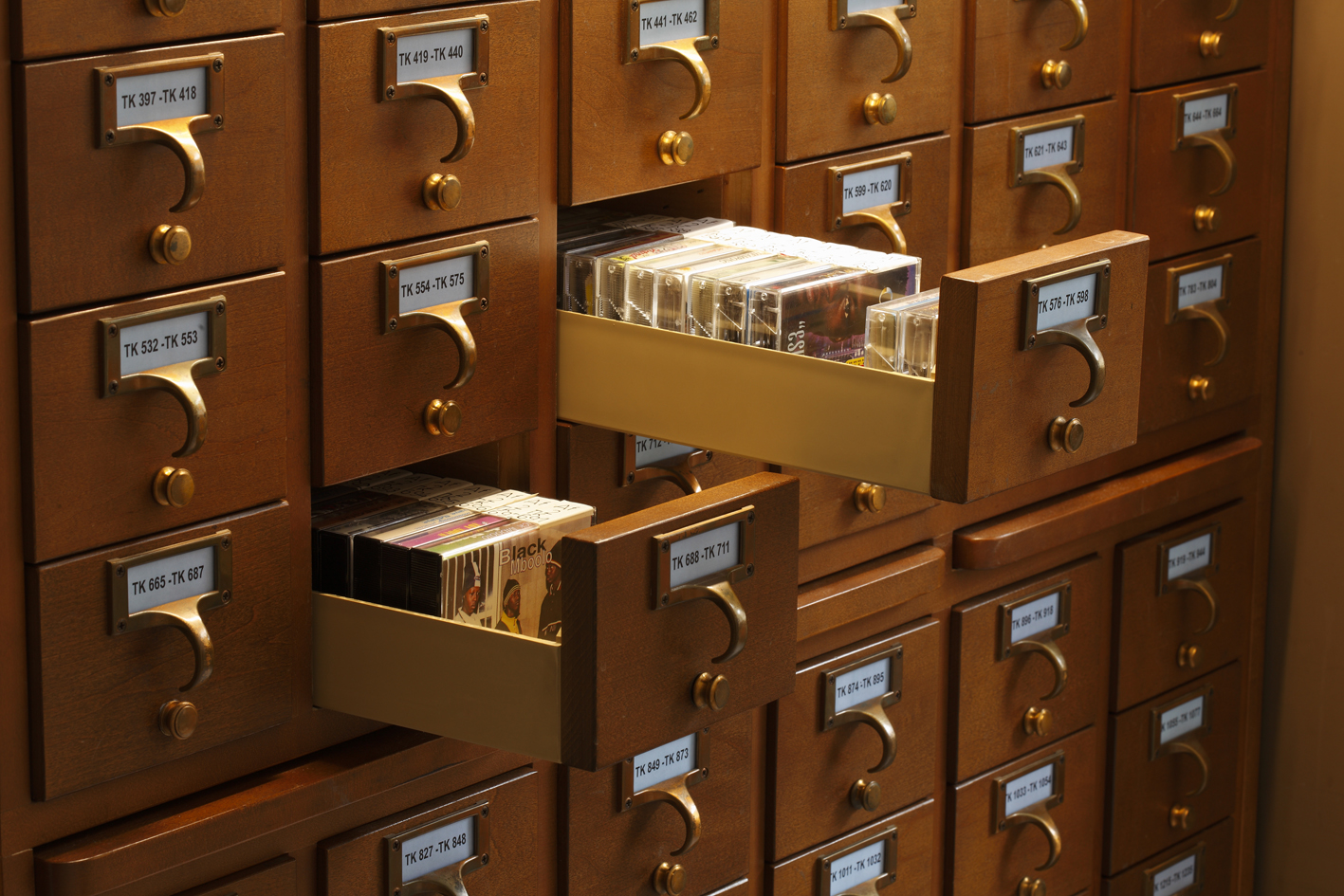
Karteikästen